# Achinesische Sprache

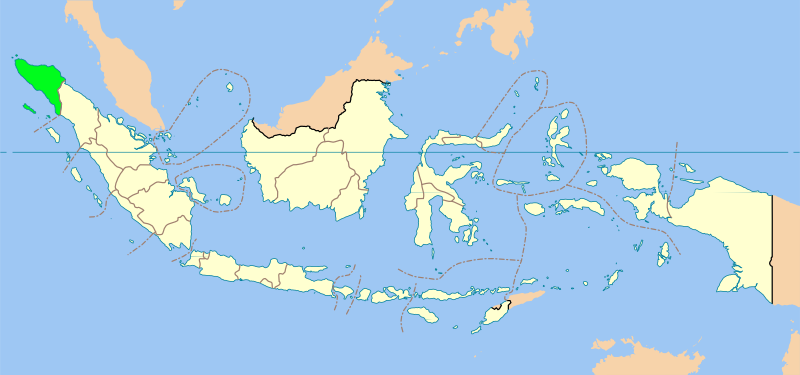
Verbreitungsgebiet von Achinesisch

Die achinesische Sprache (auch Acehnesisch und Achehnesisch) oder Aceh-Sprache (auch Atjeh) ist eine malayo-polynesische Sprache, die vom Volk der Achinesen (in Aceh auf Sumatra in Indonesien) als Muttersprache gesprochen wird.
Diese Sprache wird auch in Malaysia von achinesischen Abkömmlingen im Distrikt Yan des Bundesstaates Kedah gesprochen.

## Klassifikation

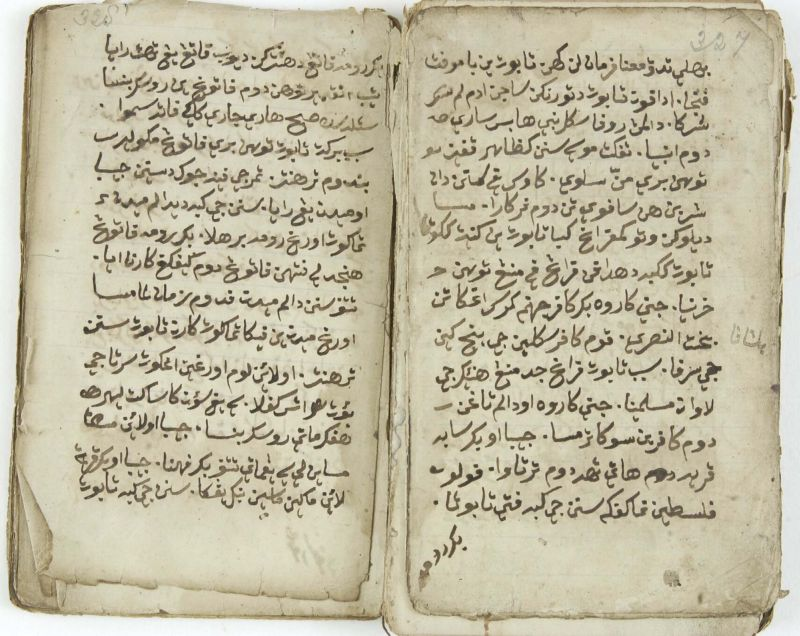
Hikayat Prang Sabi

Achinesisch gehört zur Gruppe der malayo-polynesischen Sprachen innerhalb der Sprachfamilie der austronesischen Sprachen.
Die engsten Verwandten des Achinesischen sind daher Cham, die Sprachgruppe der malaiischen Sprachen, Minangkabauisch, Gayo und die Gruppe der Batak-Sprachen.

## Schriftsystem

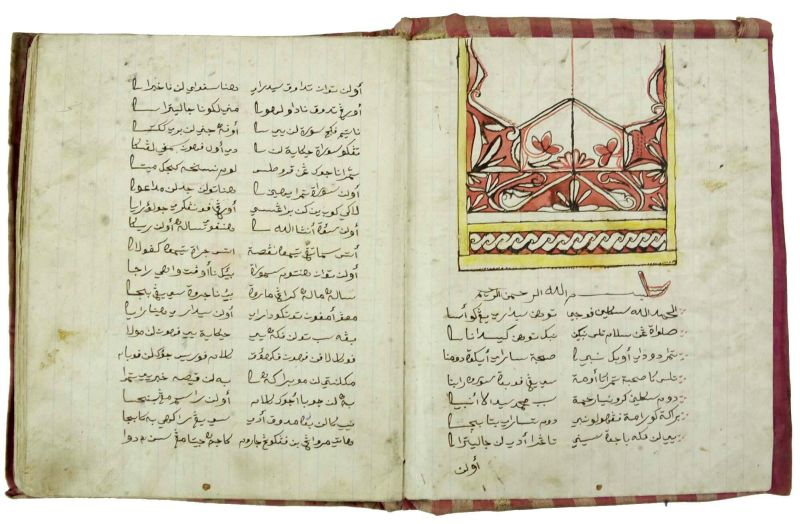
Hikayat Banta Beuransah

Ursprünglich hatte das Achinesische keine eigene Schrift. Nach der Islamisierung und Arabisierung Acehs wurde die arabische Schrift, die im Achinesischen „Jawoë“ (malaiisch: „Jawi“) genannt wird, eingeführt. Die Schrift wird heutzutage vor allem zu religiösen Zwecken verwendet und erfährt seit der islamischen Wiedergeburt zunehmend Verwendung im Gegensatz zur lateinischen Schrift, die von den niederländischen Kolonisten in Niederländisch-Indien eingeführt wurde. Achinesisch wird heutzutage auch mit dem lateinischen Alphabet geschrieben, mit einigen zusätzlichen Buchstaben: é, è, ë, ö und ô.

## Dialekte
In der achinesischen Sprache gibt es mindestens 10 Dialekte. Die Dialekte sind Pasè, Peusangan, Matang, Pidië, Buëng, Banda, Daya, Meulabôh, Seunagan und Tunong.
Unter den 10 Dialekten sind die im Vergleich zu den anderen Varietäten unterschiedlichsten Dialekte Buëng, Banda und die Daya-Dialekte, speziell die Daya-Varietät. Diese Sprachen werden je nach kultureller Überzeugung auch als eigene Sprachen angesehen.

## Sprachbeispiel
Allgemeine Erklärung der Menschenrechte, Artikel 1:
„Bandum ureuëng lahé deungon meurdéhka, dan deungon martabat dan hak njang saban. Ngon akai geuseumiké, ngon haté geumeurasa, bandum geutanjoë lagèë sjèëdara. Hak dan keumuliaan. “
(Alle Menschen sind frei und gleich an Würde und Rechten geboren. Sie sind mit Vernunft und Gewissen begabt und sollen einander im Geist der Brüderlichkeit begegnen.)

## Bibliografie
- Awwad Al-Harbi, Ahmad Al-Ahmadi: Acehnese coda condition: An optimality-theoretic account. In: Umm Al-Qura University Journal of Educational and Social Sciences and Humanities. Band 15, 2003, S. 9–21 (rutgers.edu).
- Abdul Gani Asyik: The agreement system in Acehnese. In: Mon–Khmer Studies. Band 11, 1982, S. 1–33 (mahidol.ac.th [PDF]).
- Graham Thurgood: The Historical Place of Acehnese: The Known and the Unknown. 2007 (acehinstitute.org [PDF]).